# Крымская речь Владимира Путина
Кры́мская речь Влади́мира Пу́тина — обращение президента России В. В. Путина 18 марта 2014 года к обеим палатам Федерального собрания Российской Федерации в связи с предложением Государственного Совета Республики Крым о принятии республики в состав Российской Федерации. Оглашено в Георгиевском зале Кремля.

## Контекст
16 марта 2014 года был проведён референдум о статусе Крыма. По независимым оценкам, за «воссоединение» высказались от 50 до 80 процентов проголосовавших. Голосование проходило в условиях серьезного психологического давления со стороны российских военнослужащих и пророссийских бойцов разных нерегулярных военизированных групп, вопросы голосования были сформулированы некорректно и не предоставляли вариант остаться в Украине , а непредвзятость наблюдателей сомнительна; критики заявляли о фальсификации его результатов и утверждали, что как явка, так и пророссийский результат были существенно ниже объявленных. Специалисты также писали, что крымский референдум противоречит международному праву.
17 марта 2014 года Верховный Совет Автономной Республики Крым провозгласил Крым независимым суверенным государством — Республикой Крым, в которой Севастополь имеет особый статус. Государственный Совет Республики Крым обратился к Российской Федерации с предложением о принятии Республики Крым в состав Российской Федерации в качестве нового субъекта Российской Федерации со статусом республики. Парламент Крыма подготовил проект межгосударственного договора о вступлении Республики Крым в состав Российской Федерации.
17 марта, «учитывая волеизъявление народов Крыма», президент Путин подписал указ о признании в качестве суверенного и независимого государства Республики Крым. Вечером этого же дня стало известно о том, что в 15:00 18 марта Путин выступит с обращением к Федеральному Собранию.

## Содержание выступления

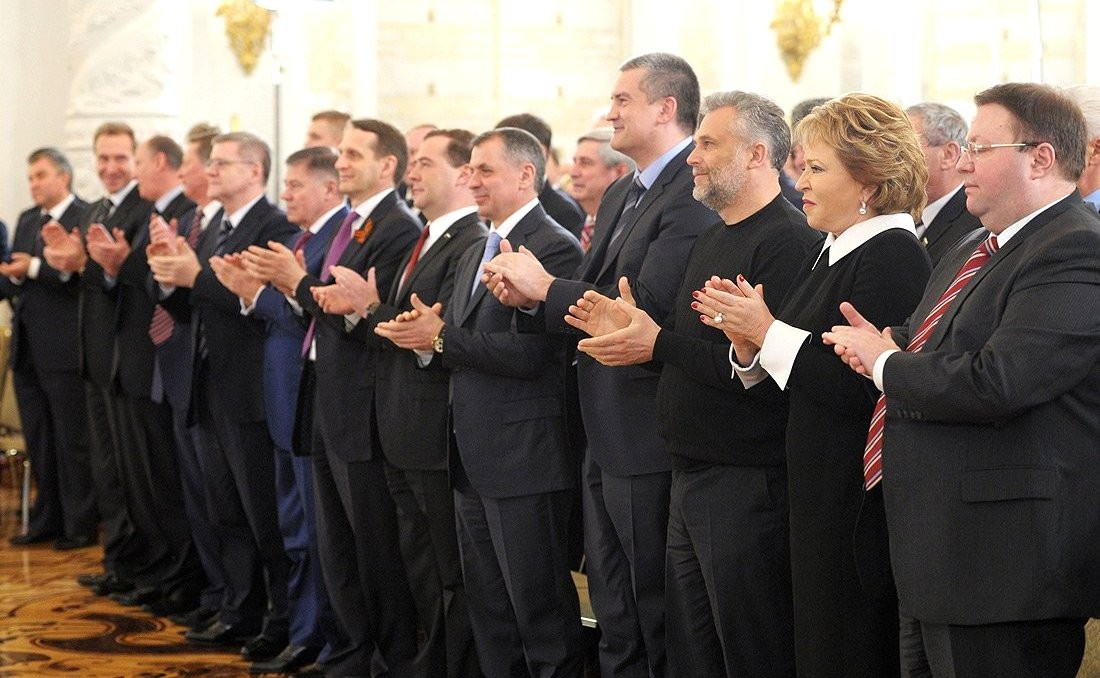
Во время выступления

Выступление президента началось с аплодисментов, скандирования «Россия» и поднятия в зале флагов Крыма и Севастополя. Выступление продолжалось 45 минут и прерывалось аплодисментами 33 раза, в том числе несколько раз присутствовавшие аплодировали стоя.
В своем выступлении Путин заявил, что крымские отряды самообороны сами решили о воссоединении, предотвратив превращение Севастополя в военную базу НАТО. Он обвинил Запад в нарушении международного права и указал на ряд якобы несправедливых действий, начиная от бомбардировок Сербии и заканчивая признанием независимости Косова, используя это в качестве оправдания действий России в Крыму. Путин также обратился к российскому национализму, отметив, что Россия и россияне являются самой разделенной нацией в мире.
Он также призывал к единству русских и украинцев, утверждая, что Россия берет на себя Крым не только для россиян, но для и украинцев, чтобы предотвратить его захват третьей стороной. Путин заявил о сохранении целостности Украины. В дальнейшем его действия привели к разделению Украины.

В заключение Путин попросил российских парламентариев ратифицировать договор и создать два новых субъекта Российской Федерации: один для Крыма, другой для Севастополя. Парламент одобрил это, и 21 марта Путин подписал закон о включении Крыма и Севастополя в состав Российской Федерации, аннексия Крыма Россией стала нарушением заключенных Россией международных договоров, включая Будапештский меморандум 1994 года и Договор о дружбе между Россией и Украиной 1997 года.

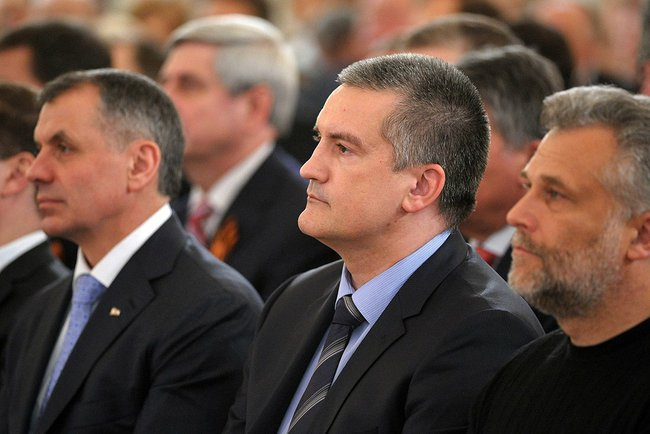
В. Константинов, С. Аксёнов и А. Чалый во время выступления

### Оценка позиции Запада
В своём выступлении президент Путин вновь высказал мнение, что исчезновение биполярной системы не сделало ситуацию в мире более стабильной — наоборот, ключевые международные институты деградируют, США и их западные союзники предпочитают «в своей практической политике руководствоваться не международным правом, а правом сильного», «уверовали в свою избранность и исключительность». После бомбардировок и интервенции в Югославии, событий в Ираке, Ливии, Афганистане, череды «цветных революций» и «арабской весны» это вновь подтвердилось на Украине в 2004 и 2014 году. По мнению российского руководства, последние действия стран Запада в отношении Украины были направлены и против самой Украины и против России, и против интеграции на евразийском пространстве. Недружественные действия стран Запада в отношении России (выражающиеся, в частности, в расширении НАТО на восток, развёртывании американской системы ПРО в непосредственной близости к российской территории и др.), как указано в выступлении президента Путина, «дают все основания полагать, что пресловутая политика сдерживания России, которая проводилась и в XVIII, и в XIX, и в XX веке, продолжается и сегодня… Но всё имеет свои пределы. И в случае с Украиной наши западные партнёры перешли черту, вели себя грубо, безответственно и непрофессионально», не задумываясь о последствиях. В результате, по словам Путина, «Россия оказалась на рубеже, от которого не могла уже отступить». В сложившейся ситуации Путин предложил Западу «прекратить истерику, отказаться от риторики „холодной войны“ и признать очевидную вещь: Россия — самостоятельный, активный участник международной жизни, у неё, как и у других стран, есть национальные интересы, которые нужно учитывать и уважать».
Путин заверил, что Россия в дальнейшем не намерена стремиться к конфронтации, однако вместе с тем заявил, что ожидает противодействия со стороны некоторых западных политиков, которые пугают Россию не только санкциями, но и перспективой обострения внутренних проблем. «Хотелось бы знать, что они имеют в виду: действия некоей пятой колонны — разного рода „национал-предателей“ — или рассчитывают, что смогут ухудшить социально-экономическое положение России и тем самым спровоцировать недовольство людей?» В любом случае, заявил Путин, «мы должны для себя решить, готовы ли мы последовательно отстаивать свои национальные интересы или будем вечно их сдавать, отступать неизвестно куда». Твёрдость внешнеполитической позиции России, по его словам, основывалась на воле миллионов людей, на общенациональном единении, на поддержке ведущих политических и общественных сил — «но нам важно и впредь сохранять такую же консолидацию, чтобы решать задачи, которые стоят перед Россией».

## Подписание договора
Сразу после обращения Путина состоялось подписание Договора о принятии в состав России Крыма и образовании в составе Российской Федерации новых субъектов. Договор подписали президент России Владимир Путин, Председатель Государственного Совета Республики Крым Владимир Константинов, премьер-министр Крыма Сергей Аксёнов, глава города Севастополя Алексей Чалый.

## Реакция и оценки

### В мире
- «Путин оправдывает нарушение международного права в Крыму действиями НАТО в Косове. Тот факт, что тысячи людей там были убиты до вмешательства НАТО для прекращения убийств, вызывает у него только улыбку. Человеческие жертвы (для него) не являются юридическим аргументом. В этом различие между властью и моралью. Путин действует так, как он действует, потому что он может так действовать» — Süddeutsche Zeitung[31].
- «Даже сейчас на Западе к Путину иногда относятся с пренебрежением как к бандиту с чекистским прошлым. Путин, несомненно, проявляет склонность к деспотизму. Однако он также является и искусным политиком, представляющим российскую историю именно такой, какой её хотели бы видеть многие из его сограждан» — The New Yorker[2][32].
- «Выступление Путина было пронизано агрессивной националистической и антизападной риторикой. В своей речи российский президент отметил, что предвидел экономические санкции Запада и подготовился к ним. При этом санкции США и Евросоюза ударят, в первую очередь, по их же экономике» — The New York Times[2].

### В России
- По свидетельству генерального директора Международного института политической экспертизы Евгения Минченко, это одно из самых эмоциональных выступлений Путина за всю его карьеру. У публики в зале наблюдалось состояние, близкое к эйфорическому. Большую часть текста Путин, по мнению эксперта, писал сам[27].
- По оценке политолога Дмитрия Бадовского, в Крымской речи предложены «новые принципы международного правопорядка, основанные на единстве стандартов международного права, на правде, справедливости и уважении национальных интересов»[33].
- По мнению замдиректора Центра политических технологий Алексея Макаркина, Путин хочет зафиксировать консенсус в Крыму и одновременно показывает миру, что не хотел бы идти на радикальный сценарий, которого боятся на западе Украины[27].
- По выводам политолога Дмитрия Орешкина, обращение Путина внушает, что дальнейшей экспансии России на Украину не будет. Ограничиваясь аннексией Крыма, Путин выбирает экономические методы вместо военных[27].
- По мнению главного редактора телеканала «Дождь» Михаила Зыгаря, выступление Путина больше всего походит на исповедь, в которой тот описал свои внутренние переживания, назвал обидчиков и взгляды на прошлое и будущее. Журналист отметил, что, сохраняя своё видение распада СССР как «крупнейшей геополитической катастрофы XX века», Путин изменил отношение к либеральным журналистам и оппозиции, отказав последней в искренности и бескорыстии и назвав её «пятой колонной» (излюбленная метафора президента Чавеса) и «национал-предателями»[34].
- Отсутствие в речи Путина экспансионистских планов в отношении Юго-Востока Украины оценил как хороший знак и председатель правления Центра политических технологий Борис Макаренко. Отказ от таких планов эксперт считает результатом давления Запада[35].
- В речи Путина Россия явила себя как «равновеликая всему совокупному Западу» — считает политолог Наталия Нарочницкая[35].